# Buto
Buto (Βοῦτος) fue una antigua ciudad del VI nomo del Bajo Egipto, situada al noroeste del Delta, junto al lago Butos (Βουτικὴ λίμνη) en el brazo Sebennita del Nilo y a 95 km de Alejandría.
|  |

Su nombre egipcio era Per-Uadyet, su nombre griego era Buto (Βοῦτος) y su nombre en árabe era Tell el-Farain.
Se trataba originalmente de dos ciudades, Pe y Dep, que desde el Imperio Nuevo fueron conocidas con el nombre de Per-Uadyet, "Casa de Uadyet", pues era el principal centro de culto a la diosa cobra Uadyet, cuya representación se encontraba en la corona Desheret. Cuando el Alto y el Bajo Egipto se fusionaron, Uadyet se unió con Nejbet, protectora del Alto Egipto, y juntas figuraron en la corona egipcia, siendo conocidas como las dos Señoras.

## Historia
Per-Uadyet fue probablemente la capital del reino del Bajo Egipto durante el periodo Protodinástico, siendo finalmente sometida por el reino del Sur. De hecho en los estratos correspondientes a este periodo (c. 3100 a. C.), la cerámica local es gradualmente reemplazada por cerámica originaria del Alto Egipto. Los niveles superiores corresponden a los periodos saíta, lágida y romano, y son los mejor conservados.
Los ptolomeos cambiaron su nombre a Buto, corrupción de Mut, madre del mundo. Los historiadores griegos señalaron que en Buto había, además del templo dedicado a Uadyet, (identificada por los griegos con Leto) en donde se celebraban festivales en honor a la diosa, otros santuarios dedicados a Horus (asociado con Apolo) y otro de Bastet (asociada con Artemisa).
El sitio fue identificado por Flinders Petrie en 1888, no siendo excavado de forma intensiva hasta la llegada de la expedición británica en la década de 1960. Desde 1985 la excavación está dirigida por el Instituto Arqueológico Alemán.

### Citas
1. ↑  Estrabón: XVII, 802
2. ↑  Plutarco: Sobre Isis y Osiris 18, 38.
3. ↑  Herodes vol. II, 155
4. ↑  Aelio: Historia vol II, 41
5. ↑  Champollion: l'Egypte, vol. II. pág 227.